# Giuseppe Pignone
Giuseppe Pignone (Vicenza, 7 luglio 1985) è un direttore della fotografia italiano.

## Filmografia parziale

### Cinema
- The museum of wonders, regia di Domiziano Cristopharo (2010)
- Bloody sin, regia di Domiziano Cristopharo (2011)
- Fuori dal coro, regia di Sergio Misuraca (2015)
- Chi salverà le rose?, regia di Cesare Furesi (2017)
- La notte è piccola per noi, regia di Gianfrancesco Lazotti (2019)
- Tuttapposto, regia di Gianni Costantino (2019)
- Dakota, regia di Kirk Harris (2022)
- Sposa in rosso, regia di Gianni Costantino (2022)
- Hill of Vision, regia di Roberto Faenza (2022)

### Documentari
- Sette giorni, regia di Ketty Riga, Giovanni Chironi (2012)
- Non so perché ti odio, regia di Filippo Soldi (2014)
- Dietro gli occhiali bianchi, regia di Valerio Ruiz (2015)
- Muse e Dei, regia di Gianfrancesco Lazotti (2018)
- La Bussola, regia di Andrea Caciagli (2023)
- La leggerezza, regia di Andrea Caciagli (2025)

### Cortometraggi
- L'appuntamento, regia di Gianpiero Alicchio (2013)

### Televisione
- Retromania di Isabella Ragonese, regia di Gianni Costantino (Sky Arte, 2018)

## Riconoscimenti
- Dragone d'oro per la miglior fotografia Ferrara Film Festival
- 2016 Vincitore per Fuori dal coro